# Максимовка (Луганская область)
Максимовка (укр. Максимівка) — село, относится к Троицкому району Луганской области Украины.
Население по переписи 2001 года составляло 112 человек. Почтовый индекс — 92112. Телефонный код — 6456. Занимает площадь 11,7 км². Код КОАТУУ — 4425481003.

## Местный совет
92112, Луганська обл., Троїцький р-н, с. Багачка, вул. Шкільна, 37  (укр.)